# 13168 Danoconnell
13168 Danoconnell (1995 XW) là một tiểu hành tinh vành đai chính được phát hiện ngày 6 tháng 12 năm 1995 bởi AMOS ở Haleakala.